# Baiyankamys
Baiyankamys és un gènere de rosegadors amfibis de la família dels múrids. Fou originalment descrit per Martin Hinton el 1943, juntament amb l'espècie Baiyankamys shawmayeri, després que aquest trobes les restes d'un únic individu al sud-est de la Serralada Bismarck, al nord-est de Nova Guinea. Posteriorment, Tate (1951) i Laurie i Hill (1954), van confirmar l'existència tant de l'espècie com del gènere.

## Descripció
Baiyankamys es caracteritza per tenir un pelatge suau, dens i grisós a l'esquena, una cua més llarga que la resta del cos; un musell llarg i estret i uns incisius extremadament estrets.

## Habitat
Baiyankamys habbema viu als boscos d'una una petita regió d'alta muntanya de la serralada de Sudirman, al l'est de Nova Guinea, en alçades entre 2.800 i 3.600 msnm, mentre que Baiyankamys shawmayeri viu en cotes més baixes, entre els 1.500 i 2.600 msnm, a les regions elevades del centre i l'est de Papua Nova Guinea.

## Classificació
Hinton va descriure el gènere Baiyankamys com a similar en aspecte a l'espècie Hydromys habbema, encara que diferent pel que fa al pavelló auricular i les dents inferiors. El va descriure amb 3 molars a cada costat de la mandíbula inferior, mentre que altres gèneres de murins amfibis de Nova Guinea només en tenen dos.
El 1968 Mahoney va descobrir que l'espèciment de B. shawmayeri era una composició resultant de l'associació incorrecta d'una mandíbula de l'espècie Rattus niobe i un crani de rata d'aigua petita. Quan es va trobar la mandíbula correcta a les col·leccions del Museu d'Història Natural, Mahoney proposà que, basant-se en la seva similitud B. shawmayeri havia de ser classificat com a sinònim de H. habbema. Malgrat això Musser i Carleton (1993, 2005) i Flannery (1995) proposà posteriorment que l'espècie descrita per Hinton havia de ser classificada com a sinònim de Hydromys shawmayeri, estretament relacionada però diferent de H. habbema, basant-se en que podien ser fàcilment diferenciades per trets externs i cranials.
El 2005 Helgen proposà que el nom del gènere Baiyankamys fos utilitzat per shawmayeri i habbema, eliminant-les del gènere Hydromys. Això es devia a les diferències morfològiques en l'anatomia, i molts trets externs i del crani i les dents.